# Статистичний показник
Статистичний показник, також статистичний індикатор — у статистичному дослідженні є спостережуваним значенням змінної або, також «ознака наявності або відсутності досліджуваної концепції».
Наприклад, якщо змінною є релігійність, а одиницею аналізу є особистість, то одним із потенційно більш численних показників релігійності цього індивідууму буде те, чи вони відвідують релігійні служби; інші — як часто, чи вони жертвують гроші релігійним організаціям.
Численні показники можуть бути об'єднані в індекс.